# 28 tháng 7
Ngày 28 tháng 7 là ngày thứ 209 (210 trong năm nhuận) trong lịch Gregory. Còn 156 ngày trong năm.

## Sự kiện
- 1364 – Trận Cascina giữa Cộng hòa Florence và Cộng hòa Pisa.
- 1540 – Thomas Cromwell bị xử tử theo lệnh của vua Anh Henry VIII vì tội mưu phản. Henry lấy bà vợ thứ năm Catherine Howard cũng trong ngày này.
- 1609 – Bermuda bị những người Anh sống sót sau tai nạn của tàu Sea Venture, đang trên đường đến Virginia chiếm lấy.
- 1794 – Maximilien Robespierre bị xử tử bởi máy chém tại Paris trong Cách mạng Pháp.
- 1809 – Chiến tranh Bán đảo: Trận Talavera: Sir Arthur Wellesley chỉ huy liên quân Anh, Tây Ban Nha và Bồ Đào Nha đánh bại quân Pháp của Joseph Bonaparte.
- 1821 – José de San Martín tuyên bố tuyên bố thành lập nền cộng hòa của Peru.
- 1864 – Nội chiến Hoa Kỳ: Trận Nhà thờ Ezra: Quân Nam quân thất bại trong lần tấn công thứ ba nhằm đẩy Bắc quân ra khỏi Atlanta, Georgia.
- 1868 – Tu chính án thứ 14 được bổ sung vào Hiến pháp Hoa Kỳ, quy định quy trình pháp luật tiểu bang và quyền công dân, áp dụng Đạo luật Nhân quyền Hoa Kỳ vào các tiểu bang, sửa đổi phân chia đại diện, không cho phép những ai nổi loạn chống Hoa Kỳ giữ chức vụ công quyền và bảo vệ thủ tục tố tụng hợp pháp.
- 1914 – Đế quốc Áo - Hung tuyên chiến với Serbia, khởi đầu cuộc Chiến tranh Thế giới lần thứ nhất và ngay đêm hôm đó đã pháo kích vào Beograd.
- 1932 – Tổng thống Hoa Kỳ Herbert Hoover ra lệnh quân đội dùng vũ lực giải tán "Đoàn quân đòi bổng lộc" Bonus Army gồm các cựu binh Mỹ trong Chiến tranh thế giới thứ nhất đang tập hợp tại thủ đô Washington, D.C.
- 1933 – Quan hệ ngoại giao giữa Liên Xô và Tây Ban Nha được thiết lập.
- 1935 – Chuyến bay đầu tiên của máy bay ném bom Boeing B-17 Flying Fortress.
- 1942 – Chiến tranh thế giới thứ hai: Lãnh đạo Liên Xô Joseph Stalin ra bản Mệnh lệnh số 227 với nội dung "Không lùi một bước", theo đó bất kì ai rút lui hoặc rời bỏ vị trí chiến đấu khi không có lệnh của Bộ Tổng chỉ huy sẽ bị xử bắn tại chỗ.
- 1943 – Chiến tranh thế giới thứ hai: Chiến dịch Gomorrah: Máy bay Anh ném bom xuống Hamburg giết chết 42.000 dân thường Đức.
- 1945 – Một máy bay B-25 của quân đội Mỹ va vào tầng 79 Tòa nhà Empire State làm chết 14 người và 26 người khác bị thương.
- 1955 – Union Mundial pro Interlingua được sáng lập tại đại hội Quốc tế khoa học ngữ Interlingua đầu tiên tại Tours, Pháp.
- 1957 – Mưa lớn và lở đất tại Isahaya, tây Kyūshū, Nhật Bản làm chết 922 người.
- 1965 – Chiến tranh Việt Nam: tổng thống Hoa Kỳ Lyndon B. Johnson thông báo sẽ tăng số quân Mỹ tại miền Nam Việt Nam từ 75.000 lên 125.000.
- 1973 – Summer Jam at Watkins Glen: 600.000 người đến dự lễ hội nhạc Rock tại sân đua Watkins Glen International.
- 1976 – Động đất 8,3 độ richter xảy ra ở khu mỏ Đường Sơn, phía đông – nam Bắc Kinh, Trung Quốc làm chết 242.769 người và bị thương 164.851 người.
- 1993 – Andorra gia nhập Liên Hợp Quốc.
- 1995 – Việt Nam gia nhập ASEAN.
- 1996 – Kennewick Man, hóa thạch người tiền sử được phát hiện tại Kennewick, Washington.
- 2002 – Chín công nhân hầm mỏ tại Mỏ Quecreek ở Somerset County, Pennsylvania bị kẹt vì lũ đã được cứu sống sau 77 giờ bị chôn vùi.
- 2005 – Lực lượng IRA Lâm thời tuyên bố kết thúc các chiến dịch quân sự kéo dài 30 năm qua tại Bắc Ireland.
- 2005 – Một cơn lốc xoáy diễn ra tại Birmingham, Anh, làm thiệt hại 4.000.000 £ và làm bị thương 39 người.
- 2008 – Cầu tàu Grand Pier lịch sử tại Weston-super-Mare gặp hỏa hoạn lần thứ hai trong vòng 80 năm.
- 2020 – Cựu Thủ tướng Malaysia Najib Razak bị tuyên án 12 năm tù và phải nộp phạt 210 triệu ringgit (tương đương 49,3 triệu USD) với tội danh liên quan đến vụ bê bối tham nhũng quỹ đầu tư nhà nước 1Malaysia Development Berhad (1MDB). Đây là lần đầu tiên tòa án của quốc gia này buộc tội một cựu Thủ tướng.[1]

## Sinh
- 1347 – Margherita của Durazzo, nữ hoàng Naples (m. 1412)
- 1746 – Thomas Heyward, Jr., nhà ái quốc người Mỹ (m. 1809)
- 1750 – Fabre d'Églantine, nhà soạn kịch và chính khách người Pháp (m. 1794)
- 1796 – Ignaz Bösendorfer, nhạc sĩ người Áo (m. 1859)
- 1804 – Ludwig Feuerbach, nhà triết học người Đức (m. 1872)
- 1844 – Gerard Manley Hopkins, nhà thơ Anh (m. 1889)
- 1860 – Elias M. Ammons, thống đốc Colorado (m. 1925)
- 1863 – Hussein Khan Nakhichevanski, tướng người Nga (m. 1919)
- 1866 – Beatrix Potter, nhà văn Anh (m. 1943)
- 1872 – Albert Sarraut, chính khách người Pháp (m. 1962)
- 1874 – Ernst Cassirer, nhà triết học người Đức (m. 1945)
- 1887 – Marcel Duchamp, họa sĩ Pháp (m. 1968)
- 1896 – Barbara La Marr, nữ diễn viên Mỹ (m. 1926)
- 1898 – Lawrence Gray, nam diễn viên Mỹ (1970)
- 1900 – Catherine Dale Owen, nữ diễn viên Mỹ (m. 1965)
- 1901 – Freddie Fitzsimmons, cầu thủ bóng chày Mỹ (m. 1979)
- 1915 – Charles Townes, nhà vật lý học người Mỹ
- 1916 – David Brown, nhà sản xuất phim người Mỹ
- 1925 – Baruch S. Blumberg, nhà khoa học người Mỹ
- 1938 – Alberto Fujimori, tổng thống Peru
- 1938 – Chuan Leekpai, nhà chính khách người Thái và nguyên thủ tướng Thái Lan
- 1938 – Luis Aragonés, huấn luyện viên bóng đá người Tây Ban Nha
- 1948 – Sally Struthers, nữ diễn viên Mỹ
- 1954 – Bruce Abbott, nam diễn viên Mỹ
- 1954 – Hugo Chávez, tổng thống Venezuela
- 1960 – Yōichi Takahashi, họa sĩ Nhật Bản
- 1962 – Rachel Sweet, ca sĩ người Mỹ
- 1964 – Lori Loughlin, nữ diễn viên Mỹ
- 1969
  - Alexis Arquette, nam diễn viên Mỹ
  - Quyền Linh, diễn viên, MC người Việt
- 1972 – Elizabeth Berkley, nữ diễn viên Mỹ
- 1972 – Yeom Jeong-ah, nam diễn viên Hàn Quốc
- 1979 – Lee Minwoo, ca sĩ Hàn Quốc
- 1979 – Henrik Hansen, cầu thủ bóng đá người Đan Mạch
- 1981 – Michael Carrick, cầu thủ bóng đá người Anh
- 1981 – Billy Aaron Brown, nam diễn viên Mỹ
- 1981 – Jo In Sung, nam diễn viên Hàn Quốc
- 1982 – Tom Pelphrey, nam diễn viên Mỹ
- 1986 – Alexandra Chando, nữ diễn viên Mỹ
- 1988 – Ayla Brown, ca sĩ người Mỹ
- 1988 – Casper Johansen, cầu thủ bóng đá người Đan Mạch
- 1990 – Shana Swash, nữ diễn viên Anh
- 1990 – Soulja Boy Tell 'Em, rapper người Mỹ
- 1993 – Hannah Lochner, nữ diễn viên Canada

## Mất
- 1230 – Công tước Leopold VI của Áo (s. 1176)
- 1527 – Rodrigo de Bastidas, nhà viễn chinh người Tây Ban Nha (s. 1460)
- 1540 – Thomas Cromwell, chính khách người Anh (s. 1495)
- 1675 – Bulstrode Whitelocke, luật sư người Anh (s. 1605)
- 1685 – Henry Bennet, Bá tước thứ nhất Arlington, chính khách người Anh (s. 1618)
- 1718 – Etienne Baluze, học giả người Pháp (s. 1630)
- 1741 – Antonio Vivaldi, nhà soạn nhạc người Ý (s. 1678)
- 1750 – Johann Sebastian Bach, nhà soạn nhạc người Đức (s. 1685)
- 1794 – Maximilien Robespierre, nhà lãnh đạo Cách mạng Pháp (s. 1758)
- 1794 – Louis de Saint-Just, nhà lãnh đạo Cách mạng Pháp (s. 1767)
- 1835 – Édouard Adolphe Casimir Joseph Mortier, thống chế Pháp (s. 1768)
- 1844 – Joseph Bonaparte, anh trai Napoleon I (s. 1768)
- 1849 – Vua Charles Albert của Sardinia (s. 1798)
- 1895 – Edward Beecher, giáo sư thần học người Mỹ (s. 1803)
- 1902 – Nguyễn Phúc Trinh Nhàn, phong hiệu Nghĩa Điền Công chúa, công chúa con vua Minh Mạng (s. 1827)
- 1930 – Allvar Gullstrand, giáo sư Thụy Điển, đoạt Nobel Sinh lý và Y khoa (s. 1862)
- 1965 – Edogawa Ranpo, nhà văn Nhật Bản (s. 1894)
- 1967 – Karl W. Richter, phi công người Mỹ (s. 1942)
- 1968 – Otto Hahn, nhà hóa học Đức, đoạt Nobel Hóa học (s. 1879)
- 1969 – Ramón Grau, chính khách người Cuba (s. 1882)
- 1972 – Charu Majumdar, nhà lãnh đạo cách mạng Ấn Độ (s. 1918)
- 1997 – Seni Pramoj, chính khách người Thái (s. 1905)
- 1997 – Rosalie Crutchley, nam diễn viên người Anh (s. 1920)
- 1999 – Trygve Haavelmo, nhà kinh tế học người Na Uy, đoạt Nobel Kinh tế (s. 1911)
- 2002 – Archer John Porter Martin, nhà hóa học Anh, đoạt Nobel Hóa học (s. 1910)
- 2004 – Francis Crick, nhà sinh học người Anh, đoạt Nobel Sinh lý và Y khoa (s. 1916)
- 2004 – Sam Edwards, nam diễn viên Mỹ (s. 1915)
- 2004 – Eugene Roche, nam diễn viên Mỹ (s. 1928)
- 2004 – Tiziano Terzani, nhà báo Ý (s. 1938)
- 2010 – Nhạc sĩ Đinh Miên Vũ